# Сотер (папа римский)
Сотер (Сотирий, Сотерий, Сотир; лат. Soterius; ? — 174/175) — епископ Рима с 20 апреля 165 (166 года) по 22 апреля 174 (175 года).

## Биография
Хотя его имя происходит от греческого слова «σωτήρ» — «спаситель», Сотер родился в Фонди (Кампания, ныне — Лацио). Согласно преданиям, Сотер ввёл церковное благословение брака, а также официально сделал Пасху ежегодным праздником в Риме, расширил пасхальное богослужение. Вёл переписку с коринфским епископом Дионисием. День памяти у католиков — 22 апреля.
Обычно считается, что все ранние папы приняли мученическую смерть. Но «Римский Мартиролог» не даёт Сотеру звания мученика.
Сотеру пришлось столкнуться с ересью монтанистов.